# Ferrals-les-Corbières
Ferrals-les-Corbières – miejscowość i gmina we Francji, w regionie Oksytania, w departamencie Aude. Przez miejscowość przepływa rzeka Orbieu. 
Według danych na rok 1990 gminę zamieszkiwało 1019 osób, a gęstość zaludnienia wynosiła 64 osoby/km² (wśród 1545 gmin Langwedocji-Roussillon Ferrals-les-Corbières plasuje się na 334. miejscu pod względem liczby ludności, natomiast pod względem powierzchni na miejscu 500.).